# Havelberg
Havelberg es un municipio situado en el distrito de Stendal, en el estado federado de Sajonia-Anhalt (Alemania), a una altitud de 26 metros. Su población a finales de 2015 era de unos 6600 habitantes y su densidad poblacional, 44 hab/km².
Se encuentra a la orilla este del río Elba y junto a la frontera con el estado de Brandeburgo.